# Jakub Mortkowicz

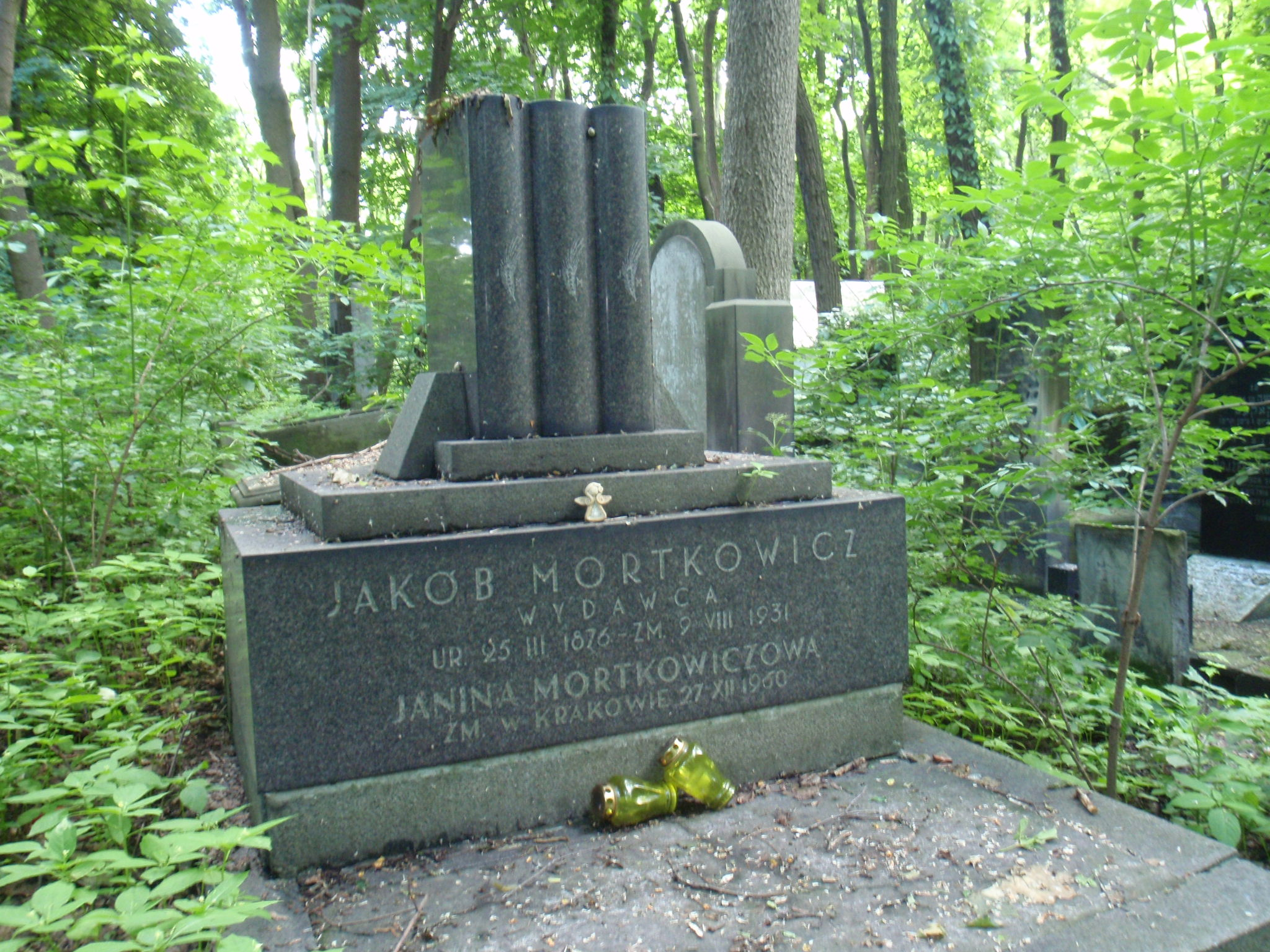
Grób Jakuba Mortkowicza i jego żony Janiny (symbolicznyuwaga1) na cmentarzu żydowskim w Warszawie

Jakub Mortkowicz (ur. 25 marca 1876 w Opocznie, zm. 9 sierpnia 1931 w Warszawie) – polski księgarz i wydawca książek.

## Życiorys
Pochodził z rodziny żydowskiej, jego ojcem był Eliasz Mortkowicz. Ukończył gimnazjum w Radomiu. Studiował w Monachium, Brukseli i Antwerpii. W Antwerpii ukończył Akademię Handlową i działał w Stowarzyszeniu Studentów Polaków i Związku Młodzieży Socjalistycznej. Powróciwszy do kraju podjął pracę w banku Hipolita Wawelberga. Kontynuował działalność socjalistyczną i związał się z PPS. Za działalność socjalistyczną polegającą m.in. na kolportażu nielegalnej prasy został aresztowany w 1899. Przebywał w X pawilonie Cytadeli Warszawskiej i został na kilka miesięcy zesłany na Kaukaz. Po powrocie z zesłania, w 1903 r., został z Henrykiem Lindenfeldem współwłaścicielem wydawnictwa G. Centnerszwer i Ska. Wkrótce spłacił wspólnika i z Teodorem Toeplitzem założył przedsiębiorstwo wydawniczo-księgarskie Mortkowicz Towarzystwo Wydawnicze w Warszawie Sp. Akc., które w kolejnych latach kilkakrotnie zmieniało nazwę (Wydawnictwo Jakuba Mortkowicza, Księgarnia Mortkowicza, Drukarnia Naukowa Towarzystwa Wydawniczego). Spółka działała w Warszawie i Krakowie, zakończyła działalność w 1950. Tylko pomiędzy rokiem 1903 a 1931 nakładem wydawnictwa ukazało się 705 pozycji. J. Mortkowicz był współzałożycielem przedsiębiorstwa Ruch, które w połowie lat 30. dysponowało jako jedyne w Polsce ogólnokrajową siecią kolportażu prasy. Popełnił samobójstwo, ponieważ jego przedsiębiorstwo zbankrutowało i był ścigany przez wierzycieli. W pozostawionym liście pożegnalnym napisał m.in.: „Nie byłem kupcem i nie umieram jako kupiec”.
Położył doniosłe zasługi na rzecz kultury polskiej, której był entuzjastą. Był wydawcą wielu słynnych polskich pisarzy i poetów, m.in. Marii Dąbrowskiej  (wypłacał jej zaliczki, aby mogła kontynuować pracę nad Nocami i Dniami), Stefana Żeromskiego (propagował jego twórczość także poprzez wznowienia oraz przekłady na języki obce), Leopolda Staffa (opublikował 19 tomów pism Staffa), Juliana Tuwima, Janusza Korczaka i Bolesława Leśmiana. W latach 1904–1912 zorganizował wydanie prawie wszystkich dzieł Nietzschego; w pracach nad nim wzięli udział najznamienitsi ówcześni twórcy, jak poeta Leopold Staff, prozaik Wacław Berent oraz grafik Franciszek Siedlecki. Jako wydawca bądź mecenas wspierał wielu innych artystów (szczególnie twórców młodopolskich), promując światowy kanon literacki w Polsce, a sztukę polską na arenie międzynarodowej.
3 maja 1928 został odznaczony Krzyżem Oficerskim Orderu Odrodzenia Polski.
Pochowany został na cmentarzu żydowskim przy ulicy Okopowej w Warszawie (tam też znajduje się symboliczny grób jego żony Janiny, którą pochowano w Krakowie na cmentarzu Rakowickim). Jego nagrobek jest dziełem Mieczysława Lubelskiego.
Żoną Jakuba Mortkowicza była pisarka i tłumaczka Janina Mortkowiczowa, córka Gustawa Horwitza i Julii z Kleinmannów oraz siostra Maksymiliana Horwitza (1877–1937) i Kamilli Kancewicz (1879–1952). Ich jedyna córka Hanna Mortkowicz-Olczakowa (1905–1968) była poetką i pisarką. Wnuczka Joanna Olczak-Ronikier (ur. 1934) jest pisarką i scenarzystką, a prawnuczka Katarzyna Zimmerer (ur. 1961) – dziennikarką i pisarką.

## Dzieje przedsiębiorstwa i jego organizacja
Początek działalności księgarskiej i wydawniczej Mortkowicza przypada na rok 1903. Ze względów politycznych sam nie mógł uzyskać koncesji na prowadzenie działalności księgarskiej, więc przystąpił do spółki z Henrykiem Lindenfeldem i Gabrielem Centnerszwerem – dotychczasowym właścicielem księgarni. W rzeczywistości tylko Linenfeld i Mortkowicz prowadzili spółkę.
Z powodu trudności spowodowanych brakiem papieru, własnej drukarni i cenzury drukował swoje dzieła w drukarniach krakowskich. Ogłaszał katalogi nakładowe i sortymentowe, początkowo opracowywane według systemu dziesiętnego (KDD). W rewolucyjnym 1905 r. Mortkowicz rozwinął ożywioną działalność społeczną, co oderwało go od pracy zawodowej. Razem z Bolesławem Antonim Jędrzejowskim i Ksawerym Praussem należał do Towarzystwa Wydawnictw Ludowych w Warszawie, brał udział zakładaniu Towarzystwa Kultury Polskiej i Uniwersytetu dla Wszystkich. Po stłumieniu przez władze rosyjskie rewolucji Mortkowicz został wydalony za granicę, gdzie zapoznał się z przemysłem wydawniczym i nawiązał zawodowe kontakty. W 1908 uzyskał zgodę na powrót do kraju i wznowił działalność wydawniczą.
W 1911 r. dla usprawnienia działalności wydawniczej nabył od Władysława Danielewicza Drukarnię Naukową. W 1912 r. Lindenfeld odsprzedał Mortkowiczowi swój udział w spółce dzięki czemu ten stał się jedynym właścicielem Księgarni sortymentowej, komisowej i nakładowej p. f. G. Centnerszwer i Ska. Miał w planach rozszerzenie dotychczasowej działalności wydawniczej. W 1913 kupił Księgarnię Powszechną Marymonta i Szlifersteina i połączył ją z własną, jednocześnie zatrudniając Marymonta i Stefana Freidera. Wybuch wojny w 1914 roku spowodował jednak stopniowy zanik ruchu w księgarstwie, toteż aby realizować nadal swoje zamierzenia wydawnicze, Mortkowicz poszukiwał dodatkowych kapitałów.
W 1915 r. w porozumieniu z kilkoma osobami przekształcił przedsiębiorstwo w spółkę akcyjną pod firmą Towarzystwo Wydawnicze w Warszawie. Kapitał zakładowy został podzielony między założyciela a wspólników, do których należeli działacze społeczni i gospodarczy, dziennikarze, księgarze, inteligenci i przemysłowcy. Towarzystwo zostało założone w celu zwiększenia kapitału.
W dwudziestoleciu międzywojennym spółka zmieniła swój charakter, przekształcając się w formę spółki rodzinnej. Wielu udziałowców odeszło, a ci, którzy pozostali, byli w jakiś sposób spokrewnieni. Lata kryzysu (1929–1933) przyniosły załamanie na rynku. Spółka Mortkowicza jako średnie przedsiębiorstwo prawie upadła. Duże zadłużenie zarówno u różnych osób, jak w instytucjach w kraju i za granicą przyczyniło się do załamania psychicznego właściciela. Popełnił samobójstwo 9 sierpnia 1931 r.
Jego żona Janina wraz z córką Hanną starały się nie dopuścić do upadku spółki. Po kapitulacji wrześniowej J. Mortkowiczowa z racji niearyjskiego pochodzenia była narażona na represje niemieckiego okupanta i nie mogła swobodnie kierować przedsiębiorstwem. Pomagała jej Anna Żeromska i to ona ostatecznie przejęła przedsiębiorstwo w 1939 r. Przedsiębiorstwo zmieniło firmę na A. Żeromska. Księgarnia i Antykwarnia. Spółka Akcyjna. Żona i córka Mortkowicza musiały szukać schronienia poza granicami Warszawy. Otrzymywały jednak wsparcie finansowe z dochodów księgarni. W czasie wojny spółka prosperowała. Dopiero rok 1944 przyniósł jej likwidację.
Po wojnie Janina Mortkowiczowa i Hanna Mortkowicz-Olczakowa chciały reaktywować działalność wydawniczą i w 1945 roku w Krakowie wznowiły działalność opartą na prawach autorskich sprzed wojny. Wydawnictwo J. Mortkowicza podejmowało jednak tylko wspólne wydawanie książek z innymi nakładcami, pobierając opłatę procentową za udostępnione prawa autorskie.
Lata 1948–1950 przyniosły ograniczenie działalności wydawców prywatnych, a produkcja wydawnicza całkowicie przeszła w ręce instytucji państwowych i spółdzielczych. W roku 1950 Wydawnictwo Jakuba Mortkowicza zakończyło swą działalność.

### Drukarnia
Mortkowicz od 1911 posiadał niewielką Drukarnię Naukową. W 1915 r. przeniósł ją do zakupionego przez siebie domu. Kierownikiem drukarni był jej pierwotny właściciel – Władysław Danielewicz, aż do swojej śmierci w 1924 roku. Praca została wtedy zawieszona na około dwa lata.
Za życia Mortkowicza w Drukarni Naukowej skład był wyłącznie ręczny. W latach 1928–1936 pracowało w niej ośmiu zecerów, którzy dysponowali dużym zestawem pism różnych krojów i czcionek. Maszynę do składania, czyli intertyp zakupiono dopiero w 1936 r. Drukarnia nastawiona była przede wszystkim na zaspokajanie potrzeb drukarskich własnego wydawnictwa.
Po śmierci Mortkowicza zakończyła się ostatecznie dobra passa drukarni. Zaczęto wtedy poszukiwać klienta z poważnym zamówieniem do druku. W 1931 roku drukarnia otrzymała zamówienie na tygodnik „Wiarus”, ilustrowane czasopismo dla podoficerów. Drukowano go do końca 1938 r. Do wybuchu II wojny światowej i likwidacji drukarni przez władze hitlerowskie wychodziło tam jeszcze czasopismo „Ateneum”.

### Księgarnia
Mortkowicz posiadał dwie księgarnie w dwóch różnych miejscach Warszawy, jednak tylko przez kilka lat pracowały one jednocześnie. Będąc księgarzem – wydawcą, posiadał księgarnie sortymentowe i nakładowe jednocześnie, tzn. rozprzedając druki różnych nakładców obok tych wydanych nakładem własnym. Nawiązywał liczne kontakty z przedsiębiorstwami księgarskimi i wydawniczymi, od których nabywał za gotówkę albo przejmował w komis różne wydawnictwa, ale także starał się rozprowadzać swoje wydawnictwa za pośrednictwem innych księgarń i hurtowni. Zajmował się też pośrednictwem w rozprowadzaniu książek na prowincję.
Początki jego działalności księgarskiej owocują stosunkami handlowymi z przedsiębiorstwami zagranicznymi z Niemiec, Francji i Anglii. Przed I wojną światową był członkiem Związku Księgarzy Niemieckich, skupiającym księgarzy i wydawców z różnych krajów. Zagraniczne wydawnictwa sprowadzał m.in. z Lipska, Londynu czy Paryża.
Księgarnie Mortkowicza miały określoną politykę wydawniczą, która wpływała także na profil asortymentu. Przed I wojną światową asortyment przedsiębiorstwa był bardzo szeroki i obejmował m.in. wydawnictwa z zakresu architektury, nauki o handlu, historii i polityki, medycyny, nauk ścisłych, filozofii, ekonomii i nauk społecznych oraz literatury pięknej, podręczników, czy przewodników kolejowych.
Księgarnia Mortkowicza prowadziła, jak większość jej podobnych, również sprzedaż antykwaryczną, szczególnie w pierwszych latach swej działalności. Duże znaczenie w jego księgarni miała literatura dla dzieci i młodzieży. Z biegiem czasu literatura naukowa w większości była reprezentowana przez nauki humanistyczne i społeczne. Tematyka reprezentowana w księgarni była odzwierciedleniem zainteresowań jej właściciela, toteż dział artystyczny był tam bardzo rozbudowany. Właśnie taki, ściśle artystyczny charakter Mortkowicz planował w swojej drugiej księgarni otwartej w 1915 r. Miała ona propagować reprodukcje artystyczne i wydawnictwa z zakresu sztuki. Odzyskanie niepodległości umożliwiło mu zaopatrywanie się w wydawnictwa artystyczne krajowe i zagraniczne. Organizowana tam również wystawy malarskie młodych artystów. Księgarnia ta odgrywała więc pewną rolę w kształtowaniu gustów literackich i artystycznych postępowej inteligencji warszawskiej, szczególnie młodzieży. Jednak oprócz literatury artystycznej ważne miejsce w księgarni zajmowały nielegalne wydawnictwa organizacji lewicowych. Mając powiązania z PPS, Towarzystwem Wydawnictw Ludowych i organizacjami niepodległościowymi z okresu I wojny światowej, Mortkowicz miał na składzie księgarni literaturę socjalistyczną o postępowej lub wolnościowej ideologii oraz pośredniczył w jej kolportażu.
W ciągu całej działalności edytorskiej Jakuba Mortkowicza i jego następców wyszło 897 tytułów. Większość z nich została oznaczona charakterystycznym kłoskiem. Główne miejsce w dorobku Mortkowicza zajęły beletrystyka dla dorosłych, beletrystyka dla dzieci i młodzieży, a także wydawnictwa popularnonaukowe. W tej ostatniej grupie dominowała literatura z zakresu nauk humanistycznych, społecznych oraz sztuk plastycznych.
Ważnym elementem działalności wydawniczej Mortkowicza były serie wydawnicze. W latach 1910–1939 ukazało się ich dziewiętnaście. Pierwszą i najważniejszą z nich pod względem była seria „Pod Znakiem Poetów”, która składała się z trzech części. Pierwsza ukazywała się w latach 1910–1922 i zapoczątkowana została dziełami polskich romantyków. Druga część wychodziła w latach 1927–1939 jako Seria Nowa. Składały się na nią głównie utwory Młodej Polski i Skamandra. Z kolei część trzecia była wydawniczą efemerydą wydawaną w latach 1945–1946.
Po podjęciu kilku serii, które okazały się efemerydami (Panteon, Plutarch Polski, Żywoty Ludzi Znakomitych, Arcydzieła Literatur Obcych w Wyborze i Układzie dla Użytku Szkolnego, Współczesna Powieść Francuska), Jakub Mortkowicz zaczął wydawać równolegle trzy serie przeznaczone dla szerokiego kręgu odbiorców: Bibliotekę Beletrystyczną Towarzystwa Wydawniczego (opublikowano 11 powieści w 22 tomikach, autorów polskich i obcych), Bibliotekę Humoru (literatura rozrywkowa francuska, angielska, amerykańska, rosyjska i polska, 10 tomików), a także Dobre Książki dla Młodzieży (obejmowała twórczość pisarzy obcych, głównie skandynawskich i angielskich, ale też rodzimych – Janusz Korczak, Ewa Szelburg-Zarembina, Maria Konopnicka, Jan Brzechwa, Janina Mortkowiczowa i in.).
W trosce o dostępność książki dla każdego powstała inicjatywa edycji tanich serii wydawniczych takich jak: Żeromski dla Całej Polski, zeszytowe Dzieje Sztuki w Polsce, Malarstwo Polskie dla Wszystkich. U Mortkowicza ukazały się też cenne wydania zbiorowe Żeromskiego 10-tomowe Pisma i 30-tomowe Dzieła, a także Popioły.
Mortkowicz wydawał też czasopisma, w tym poświęconą sprawom politycznym, społecznym i literacko-rozrywkowym „Myśl Polską” w latach 1915–1918. Jego nakładem ukazały się również inne czasopisma m.in.:
- „Świat książki” poświęcony zagadnieniom czytelnictwa, miłośnictwa i zdobnictwa książki.
- „Przegląd Księgarski” będący organem zawodowym Związku Księgarzy Polskich (1912–1914);
- „Zaranie” skupiała się wokół niego grupa działaczy ludowych (1912–1914);
- „Nowe Tory” dotyczące spraw oświaty i wychowania (1912–1914);
- „Wektor” czasopismo matematyczno fizyczne (1911–1918);
- „Z bliska i z daleka” pisma dla młodzieży (1913–1914);
- „Pro Arte et Studio” literacki miesięcznik dla młodzieży akademickiej (1916–1919).
- W latach 1931–1939 ukazywały się informacyjno-reklamowe „Nowiny Wydawnicze z Literatury, Nauki i Plastyki”.

### Inne obszary działalności Jakuba Mortkowicza
Jakub Mortkowicz nie ograniczał się tylko do drukowania i wydawania książek i czasopism. Popularyzował czytelnictwo, był aktywnym działaczem społecznym. Należał do Zarządu Związku Księgarzy Polskich, działał w Polskim Towarzystwie Wydawców Książek. W 1918 założył wraz z innymi księgarzami Polskie Towarzystwo Księgarni Kolejowych „Ruch”, które rozpowszechniało w całym kraju pisma i książki. Wielokrotnie był polskim delegatem na międzynarodowe kongresy wydawnicze i Targi Książki. Pełnił rolę stałego reprezentanta II RP we Florencji, Wiedniu, Lipsku i Paryżu. Organizował prezentacje rodzimej książki. Pierwsza z nich odbyła się w 1922 r. we florenckiej Fiera dei Libro i zakończyła się sukcesem. Podobnie było w roku 1927 w Lipsku na Wystawie Zdobnictwa Książkowego, która zaowocowała zaproszeniem na członka korespondenta elitarnej organizacji zrzeszającej tylko artystów, Związku Niemieckich Artystów Książki.

## Upamiętnienie
24 listopada 1975 w Warszawie jednej z ulic na terenie obecnej dzielnicy Ursynów zostało nadanie imię Jakuba Mortkowicza.